# Root (Suíça)
Root é uma comuna da Suíça, no Cantão Lucerna, com cerca de 3.704 habitantes. Estende-se por uma área de 8,65 km², de densidade populacional de 428 hab/km². Confina com as seguintes comunas: Buchrain, Dierikon, Gisikon, Honau, Inwil, Meierskappel, Risch (ZG), Udligenswil.
A língua oficial nesta comuna é o Alemão.